# 美少女プロレス 失神10秒前
『美少女プロレス　失神10秒前』（Bishôjo puroresu: shisshin 10-byo mae:en:Beautiful Wrestlers: Down for the Count） は、1984年に日活 で製作された「ロマンポルノ」時代の日本映画。 監督は那須裕之 。 

## プロット
メグ（ 山本奈津子 ）は、夢の島大学のプロレス研究会に無理やり入部させられる。先輩レスラーのプレッシャー、アイドル研究会のセクハラを乗り越えるが、 ライバルレスラーの忍（小田かおる）とボーイフレンドとの三角関係に悩みながら決着は対抗戦のリングに試合に持ち込まれる。メグの力は限界まで押し込まれるが、彼女はタンポンを外すたびに超人的な力を秘めるという秘密の武器を備えていた。 

## キャスト
- 篠原メグ -　山本奈津子
- 横山忍 -　小田かおる
- 松森彩 -　渡辺良子　（特別出演）
- 立野純子 -　美野真琴
- 篠原マミ -　志水季里子
- 堀真由美 -　井上麻衣　（特別出演）
- 山倉晶子 -　萩尾なおみ
- 一ノ瀬かをり -　石井里花
- 白木きょう子 -　天野みゆき
- 川本佳子　- 　別府みちる
- 鵜飼 -　深見博
- 中津 役　小宮山環
- 山下直美 　松沢さかえ
- 池下冴子 　佐藤ちの
- 真城和夫 　沢田勝美
- 鳥山紀恵 　竹田さなえ
- 森下 役　高山広士
- 山田龍馬 　田浦智之
- 小月すみれ 　由利ひとみ
- 倉内 　大久保康治

## スタッフ
| 監督                         | 那須博之     |
| ファイティング・ディレクター | 佐藤ちの     |
| 脚本                         | 佐伯俊道     |
| 企画                         | 成田尚哉     |
|                              | 小松裕司     |
| 企画協力                     | 岩田益吉     |
| プロデューサー               | 八巻晶彦     |
| 撮影                         | 森勝         |
| 美術                         | 金田克美     |
| 音楽                         | スペクトラム |
| 録音                         | 福島信雅     |
| 照明                         | 木村誠作     |
| 編集                         | 奥原好幸     |
| 助監督                       | 山崎伸介     |
| スチール                     | 井本俊康     |
| 技斗                         | 高瀬将嗣     |

## 制作
那須監督は、 東映に移る前に日活と契約上の義務を果たすために「美少女プロレス 失神10秒前」を撮った。 

## 参考資料
- Weisser, Thomas; Yuko Mihara Weisser (1998). Japanese Cinema Encyclopedia: The Sex Films. Miami: Vital Books : Asian Cult Cinema Publications. p. 313. ISBN 1-889288-52-7  Weisser, Thomas; Yuko Mihara Weisser (1998). Japanese Cinema Encyclopedia: The Sex Films. Miami: Vital Books : Asian Cult Cinema Publications. p. 313. ISBN 1-889288-52-7  Weisser, Thomas; Yuko Mihara Weisser (1998). Japanese Cinema Encyclopedia: The Sex Films. Miami: Vital Books : Asian Cult Cinema Publications. p. 313. ISBN 1-889288-52-7

## 参照資料
1. ↑  “美少女プロレス 失神１０秒前 - 作品情報・映画レビュー -KINENOTE（キネノート）”. www.kinenote.com. 2021年3月27日閲覧。
2. ↑  Weisser, Thomas. Japanese Cinema Encyclopedia: The sex films. Vital Books, 1998, p. 60.